# Dolmen de Roscasquen
Le dolmen de Roscasquen, appelé aussi dolmen de Kerpinvic, est un dolmen situé sur la commune de Quimperlé, dans le département français du Finistère.

## Historique
Le dolmen aurait été fouillé par W.-C. Lukis qui en dressé un plan daté de 1844. Il est mentionné par Jean-Baptiste Ogée dans son Dictionnaire historique et géographique de la province de Bretagne en 1852, par Flagelle en 1878 et du Châtellier en 1907. Il est classé au titre des monuments historiques par arrêté du 3 avril 1958.

## Description
C'est un petit dolmen simple constitué de dalles en granite rose. Il est recouvert d'une unique table de couverture monumentale en forme de losange, longue de 4 m, large de 1,60 m  et épaisse de 0,70 m au maximum qui dépasse de ses support de plus 1 m à ses extrémités est et ouest. Une cella annexe pourrait avoir existé à son extrémité occidentale. La chambre est totalement fermée, comme un caveau.
Selon P.-R Giot, il pourrait s'agir d'un caveau bâti à l'Âge du bronze mais hors-sol en raison d'un sous-sol trop difficile à creuser.